# Кристал (хокейний клуб, Саратов)
Хокейний клуб «Кристал» — хокейний клуб з м. Саратова, Росія. Заснований у 1955 році. Попередні назви — «Крила Рад», «Труд», «Авангард», «Енергія». Виступає у чемпіонаті Вищої хокейної ліги.
У чемпіонатах СРСР: 10-е місце — у 1975 і 1977, 12-е — у 1982; у чемпіонатах МХЛ і Росії найкращий результат 7-е місце у 1995 році. Переможець Першості СРСР (1974, 1976), срібний призер (1970, 1973, 1979, 1981, 1983, 1984), бронзовий призер (1980).
Домашні ігри команда проводить у Льодовому палаці спорту «Кристал» (5200). Кольори клубу — білий, синій і червоний.

## Історія
У сезоні 1955—56 років «Кристал» (Саратов) дебютував у російських змаганнях. Директор 36-го авіазаводу Н. В. Лазарєв — колишній футболіст, розпорядився створити команду «Крила Рад». Її склали 13 цехових працівників. «Крила» швидко переросли внутрішньоміський рівень (у хокейних змаганнях Саратова брало участь до 15 команд). У лютому 1958 року «Крила Рад» пробилися у фінал чемпіонату РРФСР в Ульяновську. Команди-фаворити з Новосибірська і Челябінська привезли туди по двадцять повністю екіпірованих гравців. Новачки із Саратова, граючи двома «п'ятірками» і без тренера, зуміли дати їм бій, посівши у підсумку 3-є місце із восьми учасників і здобули право грати у чемпіонаті СРСР у групі «Б».
У 1964 році команда змінила свою назву на «Авангард» і вийшла до класу «А». У 1967 році команду переведено на ламповий завод із черговою зміною вивіски — на «Енергію».
У 1969 році було відкрито льодовий палацу «Кристал». Тоді ж команду майстрів прикріпили до заводу «Тантал», після чого вона отримала свою нинішню назву «Кристал». З того часу команда провела 19 сезонів у 1-й лізі, тричі пробивалися у вищий дивізіон країни.
У сезоні 1973—74 серйозним успіхом «Кристала» стала перемога у турнірі команд Першої ліги. Але втриматися у Вищій лізі їм не вдалося. За часів новітньої Росії саратовці у Вищій лізі виступали у сезонах 1992—93 і 1998—99. Після розпаду СРСР «Кристал» було включено до МХЛ (аналог суперліги або КХЛ). Найуспішнішим в еліті став сезон 1995—96 років, коли саратовці вийшли в 1/8 фіналу Кубка МХЛ, де сенсаційно обіграли казанський «Ак Барс». Але, вже у наступному році клуб зазнав фінансової кризи. Провідні гравці залишили команду і вона вибула з еліти. Невдало зігравши у перехідному турнірі, клуб був змушений повернутися навесні 1999 року в перший дивізіон. Незважаючи на це «Кристал» завжди боровся за вихід у плей-оф. Починаючи з 2003 року «Кристал» обов'язково виходив в 1/16.
У сезоні 2009—10 «Кристал» вийшов до плей-оф, але на першому етапі йому відразу дістався сильний суперник — «Торос», який і пройшов далі. У сезоні 2010—11 саратовці у регулярному чемпіонаті посіли 7-е місце у Західній конференції, у плей-оф програли в чвертьфіналі ВХЛ, поступившись у серії 0:3 майбутньому фіналісту альметьєвському «Нафтовику».

## Досягнення
- Переможець Першості СРСР (1974, 1976), срібний призер (1970, 1973, 1979, 1981, 1983, 1984), бронзовий призер (1980).

## Відомі гравці і тренери
Найсильніші гравці команди різних років:
- воротарі — В. Мишкін, А. Лисенков;
- захисники — В. Шевелєв, С. Борисов, Г. Іконников, В. Куплінов, А. Іванов, А. Лукошин;
- нападник — Ю. Блінов, В. Голубович, Л. Борзов, Н. Стаканов, В. Вахрушев, В. Жуков, Ю. Корчин, Петро Малков, А. Корольов.

Тренували команду: Р. Черенков (1974—1977), В. Садомов (1981—1992 і 1997—1998), В. Куплінов (1992—1997).